# White House (piantagione)
La White House era una residenza padronale di piantagione collocata nei pressi del fiume Pamunkey presso White House nella contea di New Kent, in Virginia. Fu residenza di Martha Dandridge Custis (1731–1802) e di Daniel Parke Custis (1711–1757) dopo il loro matrimonio nel 1750. Le truppe dell'Armata del Potomac al comando di George B. McClellan incendiarono la casa il 28 giugno 1862 mentre si ritiravano dopo le Battaglie dei Sette Giorni.

## Storia

### Gli anni prima della guerra
Da ricca vedova, Martha Custis venne corteggiata da George Washington, ed i due si sposarono nel 1759. Poco dopo, Washington chiese le dimissioni dalla commissione militare ricevuta in Virginia e si spostò nella sua piantagione a Mount Vernon nella contea di Fairfax, appena sopra il fiume Potomac.
George e Martha Washington non ebbero figli insieme, ma crebbero i due figli avuti da Martha dal precedente matrimonio. John Parke "Jacky" Custis (1754–1781), uno dei due figli, sposò Eleanor Calvert il 3 febbraio 1774. La coppia quindi si spostò insieme alla piantagione di White House. Dopo aver vissuto nella piantagione per più di due anni, John Parke Custis acquistò la piantagione di Abingdon, dove la coppia si insediò dal 1778.
John Parke Custis morì nel 1781 dopo aver contratto la "febbre campale" all'Assedio di Yorktown. Martha e George Washington crebbero quindi i suoi due figli più giovani, Eleanor Parke Custis (poi sposata Lewis) e George Washington Parke Custis (1781–1857).
George Washington divenne primo presidente degli Stati Uniti e sua moglie, Martha, divenne la prima First Lady, sebbene fosse nota al tempo semplicemente come "Lady Washington".
Nel 1802, George Washington Parke Custis iniziò la costruzione di Arlington House, allora nel Distretto di Columbia, per farne un memoriale alla memoria del nonno adottivo, George Washington, morto nel 1799. Arlington House passò poi a sua figlia, Mary Anna Randolph Custis, nata nel 1807, che nel 1831 sposò il generale Robert E. Lee. Nel 1846, gran parte dell'area del Distretto di Columbia a sud del fiume Potomac venne retrocessa alla Virginia, inclusa l'area occupata da Arlington House e dalla piantagione ad essa annessa.
Robert E. e Mary Anna Custis Lee ebbero sette figli, di cui tre maschi e tre femmine sopravvissero all'età adulta. Di questi, il secondogenito fu William H.F. "Rooney" Lee (1837–1891), che nacque proprio ad Arlington House. Rooney Lee venne educato all'Università di Harvard e quindi seguì l'esempio del padre arruolandosi nell'esercito statunitense. Ad ogni modo, nel 1859, diede le dimissioni.
Rooney Lee si spostò alla piantagione di White House che aveva ereditato da suo nonno, morto nel 1857. Questi sposò Charlotte Wickham, una discendente del politico statunitense John Wickham. La coppia ebbe insieme due figli, entrambi morti infanti. Sua moglie, Charlotte, morì nel 1863. La casa della piantagione di White House, andata incendiata nel 1862, era la seconda delle tre che occuparono il sito nel corso dei secoli, tutte distrutte da incendi.
La tenuta di White House fu inoltre il luogo in cui la Richmond and York River Railroad attraversava il fiume Pamunkey, tratto completato nel 1861 tra Richmond e West Point,dove il fiume Pamunkey ed il fiume Mattaponi convergono verso il fiume York.

### Gli anni della guerra civile americana

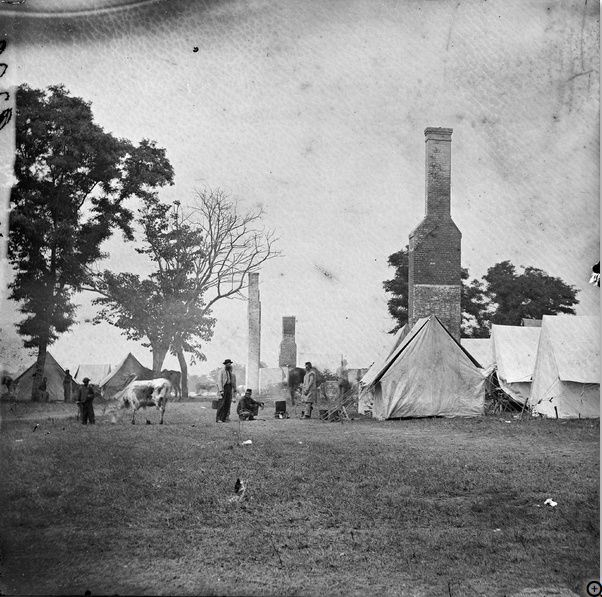
Le rovine della piantagione di White House con l'accampamento militare attorno

Quando scoppiò la guerra civile americana nel 1861, e la Virginia aderì alla confederazione del sud, al generale Robert E. Lee, che recentemente era stato nominato sovrintendente all'accademia di West Point, venne offerto il comando delle armate unioniste dal presidente Abraham Lincoln, ma egli preferì servire la causa confederata nella sua nativa terra di Virginia. Tutti e tre i suoi figli maschi entrarono nell'esercito confederato.
La moglie di Robert E. Lee soffriva di artrite reumatoide e divenne progressivamente impossibilitata a spostarsi negli anni. Dal 1861 iniziò ad usare una sedia a rotelle. All'inizio della guerra, Mrs. Lee e le sue figlie lasciarono Arlington House e si trasferirono nella piantagione di White House presso il figlio Rooney e qui si trovavano quando le truppe del generale unionista George B. McClellan requisirono l'area per fare rifornimenti nel corso della Campagna peninsulare del 1862, il fallito tentativo di catturare la capitale confederata di Richmond. Il generale McClellan predispose un lasciapassare per Mrs. Lee e le sue figlie attraverso le linee unioniste, ma le intimò di lasciare la casa e di spostarsi a Richmond, dove risiedette al n. 707 di E. Franklin Street (in una casa ancora oggi esistente) per tutto il periodo della guerra.
Nel corso della Campagna peninsulare, Frederick Law Olmsted, autore del Central Park di New York City, fu segretario della U.S. Sanitary Commission, un istituto precursore della Croce Rossa a Washington che si occupava dei feriti della guerra civile. Olmsted raccolse buona parte dei feriti proprio alla tenuta di White House sino a quando non venne costretto ad abbandonare il sito dopo le Battaglie dei Sette Giorni ed a spostare la sua base ad Harrison's Landing verso il fiume James. La casa della piantagione di White House venne messa a ferro e fuoco dalle truppe che la abbandonavano.

### Gli anni dopo la guerra

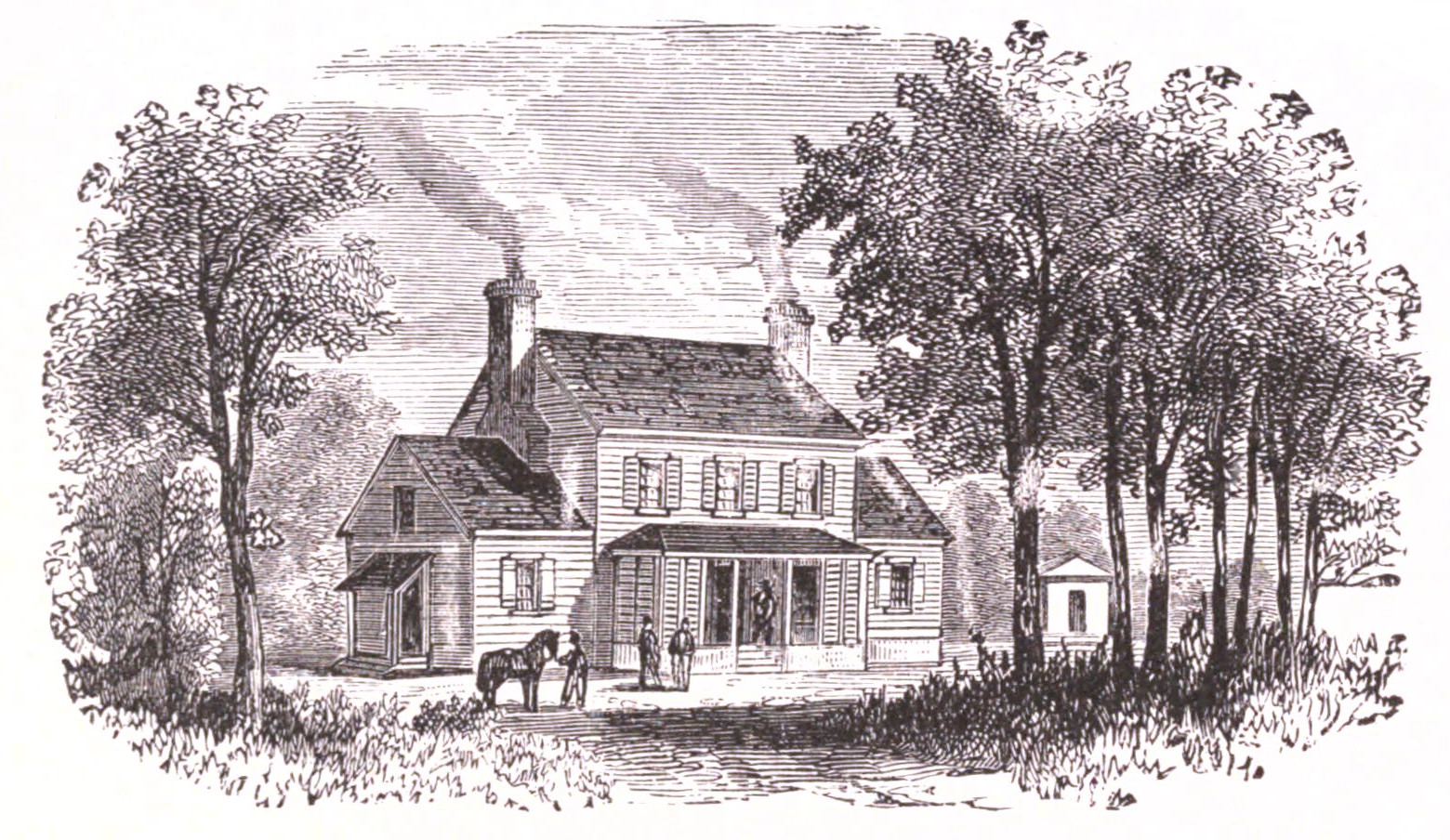
La casa padronale della tenuta di White House come venne ricostruita dopo la guerra civile americana

Rooney Lee perse sua moglie ed i suoi figli durante la guerra e venne catturato e tenuto come prigioniero d guerra a New York dopo la battaglia di Brandy Station. Dopo la guerra, Rooney Lee tornò alla piantagione di White House. Nel 1867, si risposò. Con la sua seconda moglie, Mary Tab Bolling Lee, ebbe diversi altri figli. Suo fratello minore Rob viveva in quegli anni nella piantagione di Romancoke nella contea di King William.
Dopo la morte della madre nel 1873, Rooney ereditò la piantagione di Ravensworth, l'antica proprietà della famiglia Fitzhugh (presso l'attuale città di Springfield) nella contea di Fairfax con annessi 2,28 km2 di terre. Nel 1874, si trasferì in questo luogo anche Rooney dalla tenuta di White House la quale cadde sempre più in disuso sino a finire colpita da un incendio nel 1875, evento dopo il quale non venne più ricostruita.
Rooney Lee venne eletto al senato della Virginia nel 1875, rimanendovi sino al 1878. Venne quindi eletto nelle file del partito democratico statunitense alla Camera dei Rappresentanti nazionale nel 1887 dove rimase sino alla sua morte nel 1891. Venne sepolto nella Lee Chapel della Washington and Lee University a Lexington, Virginia coi suoi genitori e fratelli e sorelle.

## Legami storici con la Casa Bianca
Sebbene George Washington e sua moglie non vissero mai nella moderna Casa Bianca, residenza del presidente statunitense a Washington, D.C., la costruzione della casa ebbe inizio effettivamente mentre Washington era ancora presidente e, secondo alcuni, il nome sarebbe direttamente derivato dalla piantagione di White House dove la coppia aveva bellissimi ricordi.